# Félix de Nicosia
Félix de Nicósia OFM Cap (em italiano:  Felice di Nicosia; Nicosia, 5 de novembro de 1715 – Nicosia, 31 de maio de 1787) foi um frade capuchinho. É venerado em santidade pela Igreja Católica Apostólica Romana.

## Biografia
Nascido Filippo Giacomo Amoroso em Nicosia, na Sicília, em 5 de novembro de 1715, cerca de três semanas após a morte de seu pai em 12 de outubro. Quando menino, Filippo ajudou na oficina de um sapateiro perto de um convento dos Capuchinhos. Assim, desde cedo, conheceu os frades e admirou seu modo de vida.
Aos 20 anos, pediu ao Guardião do convento que falasse em seu nome ao ministro provincial de Messina, para que ele pudesse ser admitido na Ordem como um irmão leigo. Sendo analfabeto, ele não poderia ser admitido como clérigo. Seu pedido foi rejeitado várias vezes; no entanto, vendo sua perseverança continuada, depois de oito anos ele foi admitido na Ordem e enviado para o noviciado em Mistretta.
Em 19 de outubro de 1743 ingressou no noviciado, recebendo o nome de Irmão Felix (em homenagem ao primeiro santo capuchinho) e professou seus votos um ano depois.
Contra as normas, as autoridades da província então o designaram para o convento em sua cidade natal. Isso era contrário às normas, porque o medo era que os jovens frades se sentissem distraídos pela família e pelos amigos, impedindo assim o crescimento espiritual deles. No entanto, o nível de seu desapego era tão grande que eles sentiam que esse medo era em grande parte injustificado em seu caso.
Ele recebeu o emprego de questor, que envolveu a roaming na região com o objetivo de coletar esmolas para apoiar os frades e seu trabalho. Todos os dias ele batia nas portas, convidando as pessoas a compartilhar sua prosperidade. Sua natureza era tal que ele sempre dizia "obrigado" e, mesmo quando era maltratado, exclamaria: Que seja pelo amor de Deus.
Ele foi dedicado a Jesus Cristo e a Virgem Maria. Às sextas-feiras ele contemplava a paixão e a morte de Jesus Cristo. Às sextas-feiras durante a quaresma, ele jejuava em pão e água. Ele tinha uma veneração especial pelo Santíssimo Sacramento, passando horas diante do tabernáculo, mesmo depois de ter suportado as severas provações de todos os dias.
Ele foi dotado com o dom de curar doenças físicas e espirituais e se deleitou em cuidar dos doentes. Ele também poderia bilocalizar da mesma maneira que outro frade capuchinho dos tempos modernos, Padre Pio. Chamado para ajudar os doentes quando uma epidemia maligna estava dizimando a cidade vizinha de Cerami, em março de 1777, ele respondeu ansiosamente. Ele cuidou dos doentes e seus esforços foram coroados com grande sucesso.
Por 33 anos ele viveu sob um Guardião, que considerou seu papel santificar Félix submetendo-o à severidade implacável e humilhações fantásticas, as quais ele suportou heroicamente. Finalmente, em maio de 1787, ele foi surpreendido por uma súbita e violenta febre enquanto trabalhava no jardim. O irmão Felix disse ao médico, que prescreveu medicamentos para ele que se revelaram inúteis, porque esta era sua doença final. Ele morreu no final daquele mês, em 31 de maio, às duas da madrugada. Tão dedicado foi ele a seu voto de obediência que pediu permissão para morrer do Guardião da comunidade.

## Veneração
O irmão Félix foi beatificado pelo Papa Leão XIII em 12 de fevereiro de 1888. Em 1891, suas relíquias foram transladadas para a catedral da cidade para maior acesso do público que desejava venerá-lo. Foi canonizado em 23 de outubro de 2005 pelo Papa Bento XVI.